# Tarsia Rizzari
Tarsia Rizzari (? – 1409 után), névváltozatai: Tarzia Rizzari, cataniai úrnő,  I. (Ifjú) Márton szicíliai király ágyasa.

## Élete
1402. május 21-én a cataniai Ursino-várban megpecsételték per procuram (képviselők útján) a külföldi követek, egyházi hatalmasságok, bárók és a királyság hivatalnokai jelenlétében I. (Ifjú) Márton szicíliai király második házassági szerződését, ezúttal még a menyasszony hiányában.
Ifjú Márton jövendőbelije, Navarrai Blanka 1402. november 9-én érkezett meg Szicíliába, a házasságot pedig 1402. november 26-án kötötték meg, majd még ugyanaznap Blankát Szicília királynéjává koronázták a palermói székesegyházban.
Az új házassággal meg kellett oldani ifjú Márton házasságon kívül született gyermekeinek a sorsát is, aminek az elrendezését az édesanyja, Luna Mária aragón királyné vállalta magára. 
Nagy valószínűséggel a cataniai Ursino-vár egyik gyönyörű termében szórakozott mindig Ifjú Márton számos szép és fiatal cataniai szeretőjével. Egyiküknek, Agatuccia Pesce úrnőnek, akivel a királynak a szerelmes találkozásairól maga Blanka is nyilvánvalóan tudott, biztosított 12 arany fizetséget, ahogy a megcsalt feleség, Blanka királyné fogalmazott: "a hallatlan Jolán úrnőnek, a fenséges szicíliai király, a mi tiszteletre méltó férjünk természetes lányának" a támogatására, akinek Agatuccia úrnő volt az anyja. 
Ifjú Márton a kényes feladatot Francesc de Casasaja barcelonai kereskedőre és királyi tanácsosra bízta. 1403. szeptember 21-én írt neki, és megbízta azzal, hogy vigye őket Aragóniába, és helyezze őket az édesanyja, Luna Mária királyné felügyelete alá. A két kis királyi sarj, a fent említett Aragóniai Jolán, valamint Aragóniai Frigyes, aki Tarsia Rizzaritól született, ettől fogva a nagyanyjuk gondjaira lett bízva, és az aragóniai udvarban nevelkedett. Ifjú Márton király lépéseket is tett a törvényesítésük érdekében.

## Gyermeke
- Házasságon kívüli kapcsolatából I. (Ifjú) Márton (1374/75/76–1409) szicíliai királlyal, 1 fiú:
  - Frigyes (Federico d'Aragona) (1400/01/03 – 1438. május 29.) /törvényesítve/, Luna[9] és Jérica (Xèrica) grófja,[10] Sogorb (Segorbe)[11] ura, aragón és szicíliai trónkövetelő az 1410-től 1412-ig tartó aragóniai örökösödési háborúban, az öt jelölt egyike,[12] felesége Jolán Lujza (1403 után–1467), Acard Pere de Mur úrnak, Albi[13] bárójának, a Szardíniabeli Cagliari és Gallura kormányzójának a lánya, Ponç de Perellósnak az özvegye,[14] 1 fiú:
    - Aragóniai N. (fiú) (megh. fiatalon)